# Минск (большой десантный корабль)
«Минск» (БДК-43) — большой десантный корабль (БДК) проекта 775 (по кодификации НАТО — Ropucha ІІ). Построен в Гданьске (ПНР). Входит в состав Балтийского флота ВМФ Российской Федерации. На судне могут располагаться до 500 тонн техники и грузов, а также около 225 десантников. На вооружении корабля две установки АК-725, две пусковые установки реактивной системы залпового огня А-215 Град-М и четыре пусковые установки переносного зенитно-ракетного комплекса «Стрела-2».

## История

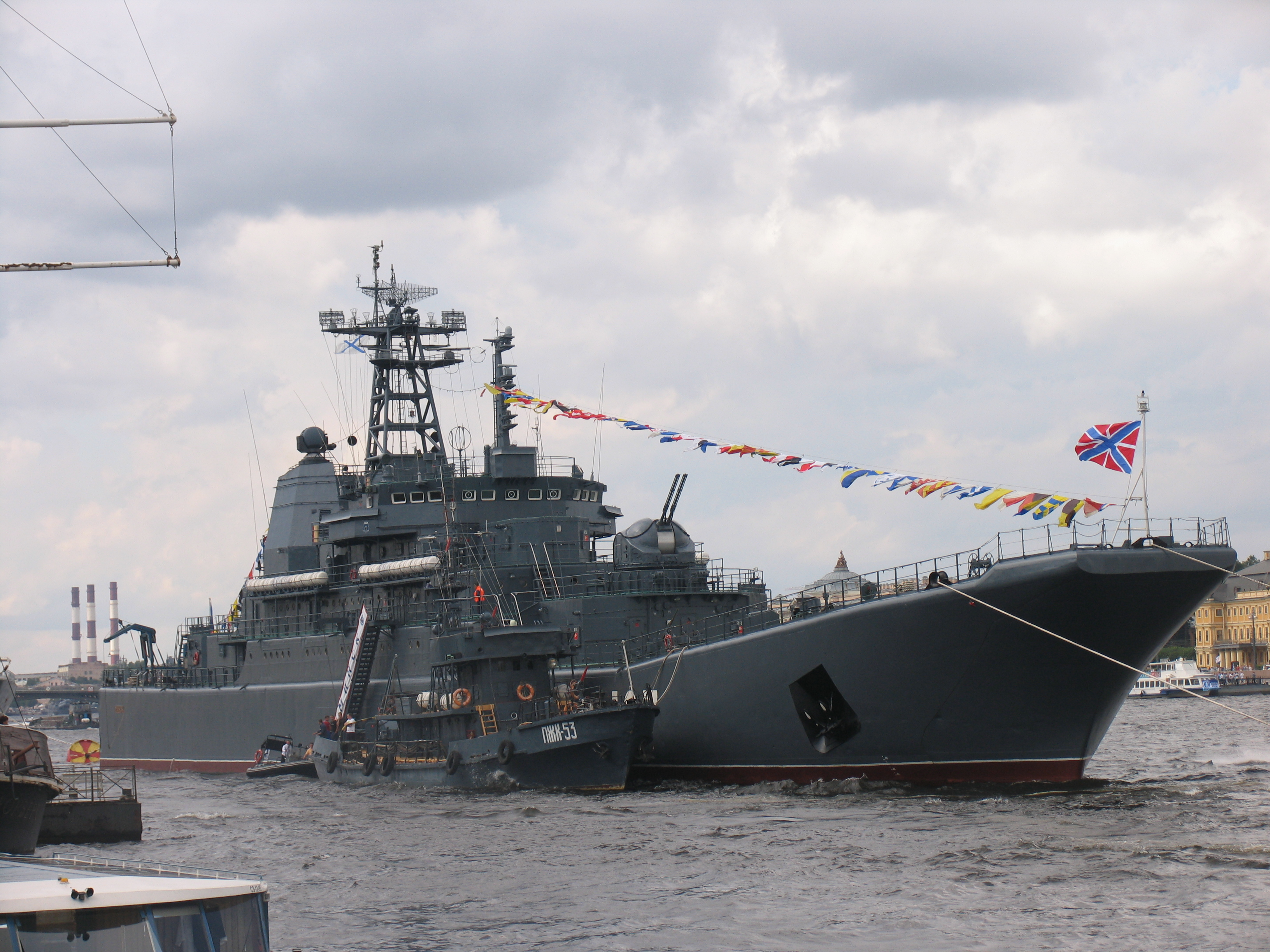
БДК «Минск» на Дне ВМФ в Санкт-Петербурге, 2011 год

Корабль был построен в Гданьске (Польская народная республика) на верфи Stocznia Północna im. Bohaterów Westerplatte (Северная верфь им. героев Вестерплатте) и спущен на воду в 1983 году. Корабль является шестым в серии из 13 кораблей проекта 775/II. Основное предназначение судна заключается в высадке морского десанта на побережье, а также транспортировка грузов, включая бронетехнику и танки. Вошёл в строй 30 мая 1983 года. Был включён в состав Балтийского флота.
Первоначально был назван БДК-43, а позднее получил название «Минск». При спуске на воду получил бортовой номер 135, с 1987 года — № 105, а с 1990 года — № 127.
В 2004 году он совершил неофициальный визит в Плимут (Великобритания). В апреле 2005 года корабль выполнил трехдневный «Поход памяти», связанный с местам боевой славы Великой Отечественной войны. Пять раз участвовал в военно-морских парадах в Санкт-Петербурге ко Дню ВМФ в 2005, 2015, 2017, 2018 и 2019 годах.
Летом 2011 года БДК «Минск» был задействован на международных учениях «Балтопс» и «Пассекс». В сентябре 2013 года начал выполнять задачи в Средиземном море, а в августе 2014 года отбыл в Балтийск. Участвовал в стрельбах Балтийского флота 6 сентября 2017 года. В 2017—2018 годах находился в семимесячном походе в Средиземном море.
В 2021 году был произведён ремонт БДК на 33 судоремонтном заводе в Балтийске.
В начале февраля 2022 года зашёл в сирийский порт Тартус, после чего взял курс на Крым.
В ночь на 13 сентября 2023 года, во время российско-украинской войны, по находящемуся в сухом доке Севастопольского морского завода кораблю был нанесён удар ВСУ крылатыми ракетами Storm Shadow. В результате попадания ракеты и последующего пожара корабль получил серьёзные повреждения: у корабля рухнули две мачты, труба, надстройка, возможно повреждена баковая артустановка.

## Командиры
- капитан 3-го ранга Морген, Александр Владимирович (2008)[15]
- капитан 2-го ранга Жеребненко, Максим Анатольевич (2014)[16]
- капитан 2-го ранга Никулин, Антон (2016)[17]
- капитан 3-го ранга Григорьев А. (с 2021 года)[18]